# 파예른
파예른(프랑스어: Payerne)은 스위스 보주의 도시이다.

## 역사

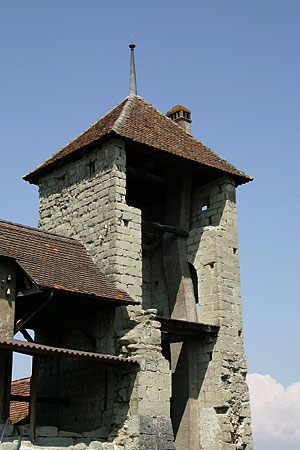
구도시 성벽탑

파예른 근처의 초기 정착 흔적에는 신석기 시대 물건과 청동기 시대 정착 흔적이 있다. 르 브와 드 로버렉스(Le Bois de Roverex)에서 발견된 금목걸이를 포함하여 할슈타트와 라텐 문화의 묘지도 있다. 레 아벤투리 지역에는 켈트 교와 로마시대 도로가 있었다. 성벽 안팎에는 로마 건물, 로마 묘지, 푸블리우스 그라치우스 파테르누스의 봉헌 비문이 있었다. 중세 초기에, 파예른 마을이 처음 등장했다. 587년에 마리우스 주교는 빌라 파테르니아쿰과 성모 마리아를 위한 예배당을 마을에 지었다. 예배당은 나중에 교구 교회로 발전했다. 현재의 고딕 양식 건물은 14세기에 로마 기반 위에 세워졌다. 1990년대에 개조되었다. 10세기에 클뤼니 파예른 수도원이 설립되었다. 1033년 콘라드 2세 황제는 수도원에서 부르고뉴의 왕으로 즉위했다.
파예른은 961년에 ecclesie sancte Marie Paterniacensis로 처음 언급되었지만, 이것은 더 오래된 문서의 12세기 사본에서 나온 것이다. 1049년에 그것은 loco Paterniaco에서와 같이 언급되었다. 이 도시는 이전에 독일 이름 페터링엔(Peterlingen)으로 알려졌다.
1302년 이전에 원장은 시민들에게 평의회를 구성하고, 인장을 만들 권리를 부여했다. 1348년에 의회는 공식적으로 승인된 도시 헌장을 만들었다. 마을의 12인 위원회의 지도자는 또한 시장과 마을 군사 지도자 또는 Bannerherr를 역임했다. 16세기에 두 번째 12명으로 구성된 평의회(rière conseil)가 등장하여 모든 시민과 귀족을 소집할 필요가 없는 무역 분쟁을 처리했다. 시민과 수도원은 종종 서로 충돌했다. 이 도시는 베른(1344년), 프리부르(1349년), 뇌샤텔 백작(1355년), 무르텐(1364)과 조약을 맺었다. 1362년에 이 마을에 병원이 세워졌다. 1395년에는 교장이 언급되었고, 1449년에는 중등학교가 있었다.
1536년 보를 정복한 후, 이 도시는 베른에 의해 특권적 법적 지위를 부여받았다. 베르네의 이익을 대변한 슐타이스는 베르네의 포그트가 아니라 파에른의 시민이었다. 슐타이스는 시민들에 의해 선출된 마을의 군사 지도자(Bannerherr)에게 종속되었다. Bannerherr는 Conseil Premier Douze, Conseil Second-Douze 및 36명의 구성원이 있는 Communauté로 분할된 60명의 구성원 위원회를 의장으로 했다. Communauté에는 코르셀 마을과 주변 촌락의 대표자가 포함되었다. 1769년에 평의회는 50명으로 축소되었다. 파예른의 시의회 건물은 1572년에 지어졌으며 1964년부터 지방 법원의 자리로 사용되었다.
기욤 파렐과 피에르 비레는 1532-33년에 파예른에서 개신교 종교개혁을 설교하기 시작했다. 도시는 베른이 정복하기 전에도 새로운 신앙을 받아들였다. 개혁파 본당의 영토는 지자체와 일치했다.

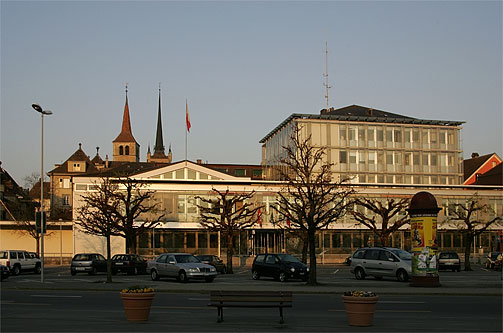
파예른 시청

성은 1640년에 베르너 대표의 거주지로 수도원 부지에 지어졌다. 19세기 초부터 20세기 후반까지 이곳에 고등학교가 있었다. 1688년에 이 도시는 입법 개혁을 위한 위원회를 만들었고, 1689년에는 도량형 위원회를, 1699년에는 고아 보호 위원회를 만들었다. 이 도시에는 법원과 항소 법원이 있었고 추가 항소는 베른으로 보내졌다. 1617년에 마을은 보의 권리를 인정하지 않았다. 시법은 1733년에 업데이트되고 인쇄되었다. 이 도시에는 의사, 외과의사, 약사가 있었다. 베른은 대학에서 3명의 리전트 비용을 지불했고, 파예른은 4번째 리전트 비용을 지불했다. 1761년부터 소녀들을 위한 교사가 있었고, 1784년에는 독일인 교사가 배치되었다. 커먼즈 .
1798년에 잠시 동안 사린과 브로와(Broye)의 단명한 주의 수도였다. 1798년부터 1802년까지 그것은 프리부르의 헬베티아 공화국의 주 아래 파예른 지역의 수도였다. 1802년부터 2006년까지 보주의 파예른 지역의 수도였다.
1830년대와 40년대에 성벽과 3개의 문이 허물어지고 4개의 탑만 남아 있다. 옛 수도원 마을은 사방으로 퍼져나갔고 점차 성장하여 코르셀레스 마을과 맞닿아 있었다. 기존의 의회는 5명으로 구성된 집행 위원회와 70명으로 구성된 시의회로 대체되었다. 1929년의 지방 선거는 40년간의 자유당의 집권을 끝냈다. 1961년 기독사회당이 창당된 후 천주교와 개신교 사이에 3년 간의 긴장이 있었다. 1964년에 이 도시는 새로운 시청을 출범시켰다.

## 지리

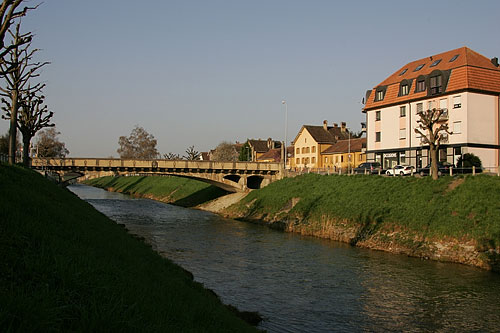
파예른의 브루아강

파예른의 면적은 2009년 기준으로 24.19k㎡이다. 이 면적 중 14.46k㎡ 또는 59.8%가 농업 목적으로 사용되는 반면 3.59k㎡ 또는 14.8%는 산림이다. 나머지 토지 중 5.67k㎡ 또는 23.4%가 정착(건물 또는 도로), 0.44k㎡ 또는 1.8%가 강 또는 호수이고 0.07k㎡이다. 또는 0.3%는 불모지이다.
건축면적 중 공업용 건물이 전체 면적의 1.9%, 주택과 건물이 6.6%, 교통 기반 시설이 11.0%를 차지했다. 전력 및 수자원 기반 시설 및 기타 특별 개발 지역은 면적의 1.1%를 구성하고 공원, 녹지 및 스포츠 필드는 2.8%를 구성한다. 삼림 지대를 제외한 모든 산림 지역은 울창한 숲으로 덮여 있다. 농경지 중 52.2%는 작물 재배에 사용되며 6.7%는 목초지이다. 시정촌의 모든 물은 흐르는 물이다. 파예른에서 브로와강은 크고 농업적인 계곡에서 흐르고 있다.
지자체는 2006년 8월 31일에 해산될 때까지 파예른 지역의 수도였으며 파예른은 브루아-뷸리의 새로운 지역의 일부가 되었다.
파예른 마을과 베르-체-페렁(Vers-chez-Perrin)을 포함한 4개의 작은 마을로 구성되어 있다.

### 기후
1991년에서 2020년 사이에 파예른은 연간 평균 111.7일의 비 또는 눈이 내렸고 평균 강수량은 854mm였다. 가장 습한 달은 7월로 파예른에 평균 92mm의 비나 눈이 내렸다. 이 달 동안 평균 10.0일 동안 강수량이 있었다. 강수량이 가장 많은 달은 5월로 평균 11.3일이었지만 비나 눈은 96mm에 불과했다. 일년 중 가장 건조한 달은 2월로 7.8일 동안 평균 강수량이 43mm이다.
| 파예른 (1981-2010)의 기후 | 파예른 (1981-2010)의 기후 | 파예른 (1981-2010)의 기후 | 파예른 (1981-2010)의 기후 | 파예른 (1981-2010)의 기후 | 파예른 (1981-2010)의 기후 | 파예른 (1981-2010)의 기후 | 파예른 (1981-2010)의 기후 | 파예른 (1981-2010)의 기후 | 파예른 (1981-2010)의 기후 | 파예른 (1981-2010)의 기후 | 파예른 (1981-2010)의 기후 | 파예른 (1981-2010)의 기후 | 파예른 (1981-2010)의 기후 |
| 월                        | 1월                       | 2월                       | 3월                       | 4월                       | 5월                       | 6월                       | 7월                       | 8월                       | 9월                       | 10월                      | 11월                      | 12월                      | 연간                      |
| ------------------------- | ------------------------- | ------------------------- | ------------------------- | ------------------------- | ------------------------- | ------------------------- | ------------------------- | ------------------------- | ------------------------- | ------------------------- | ------------------------- | ------------------------- | ------------------------- |
| 일평균 최고 기온 °C (°F)  | 3.0 (37.4)                | 4.9 (40.8)                | 10.1 (50.2)               | 14.1 (57.4)               | 18.8 (65.8)               | 22.3 (72.1)               | 25.2 (77.4)               | 24.5 (76.1)               | 19.7 (67.5)               | 14.1 (57.4)               | 7.3 (45.1)                | 3.8 (38.8)                | 14.0 (57.2)               |
| 일일 평균 기온 °C (°F)    | 0.3 (32.5)                | 1.3 (34.3)                | 5.3 (41.5)                | 8.7 (47.7)                | 13.2 (55.8)               | 16.6 (61.9)               | 18.9 (66.0)               | 18.3 (64.9)               | 14.3 (57.7)               | 9.9 (49.8)                | 4.3 (39.7)                | 1.4 (34.5)                | 9.4 (48.9)                |
| 일평균 최저 기온 °C (°F)  | −2.5 (27.5)               | −2.2 (28.0)               | 0.8 (33.4)                | 3.4 (38.1)                | 7.8 (46.0)                | 11.0 (51.8)               | 12.9 (55.2)               | 12.7 (54.9)               | 9.5 (49.1)                | 6.1 (43.0)                | 1.3 (34.3)                | −1.2 (29.8)               | 5.0 (41.0)                |
| 평균 강수량 mm (인치)     | 53 (2.1)                  | 47 (1.9)                  | 60 (2.4)                  | 68 (2.7)                  | 90 (3.5)                  | 90 (3.5)                  | 88 (3.5)                  | 95 (3.7)                  | 84 (3.3)                  | 86 (3.4)                  | 64 (2.5)                  | 66 (2.6)                  | 891 (35.1)                |
| 평균 강설량 cm (인치)     | 9.8 (3.9)                 | 10.1 (4.0)                | 5.2 (2.0)                 | 0.5 (0.2)                 | 0 (0)                     | 0 (0)                     | 0 (0)                     | 0 (0)                     | 0 (0)                     | 0 (0)                     | 3.9 (1.5)                 | 9.9 (3.9)                 | 39.4 (15.5)               |
| 평균 강수일수 (≥ 1.0 mm)  | 8.8                       | 8.1                       | 9.1                       | 9.1                       | 11.7                      | 10.4                      | 9.6                       | 9.5                       | 8.5                       | 10.3                      | 9.0                       | 9.6                       | 113.7                     |
| 평균 강설일수 (≥ 1.0 cm)  | 3.1                       | 2.8                       | 1.6                       | 0.2                       | 0                         | 0                         | 0                         | 0                         | 0                         | 0                         | 1.1                       | 2.5                       | 11.3                      |
| 평균 상대 습도 (%)        | 85                        | 81                        | 74                        | 72                        | 73                        | 72                        | 71                        | 73                        | 79                        | 85                        | 86                        | 85                        | 78                        |
| 평균 월간 일조시간        | 54                        | 84                        | 143                       | 169                       | 192                       | 221                       | 248                       | 227                       | 169                       | 107                       | 61                        | 44                        | 1,719                     |
| 출처: MeteoSwiss          |                           |                           |                           |                           |                           |                           |                           |                           |                           |                           |                           |                           |                           |

## 인구통계

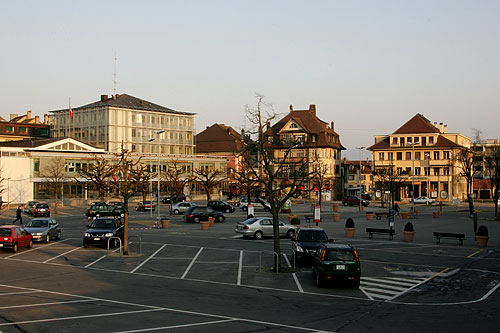
시청과 중앙광장

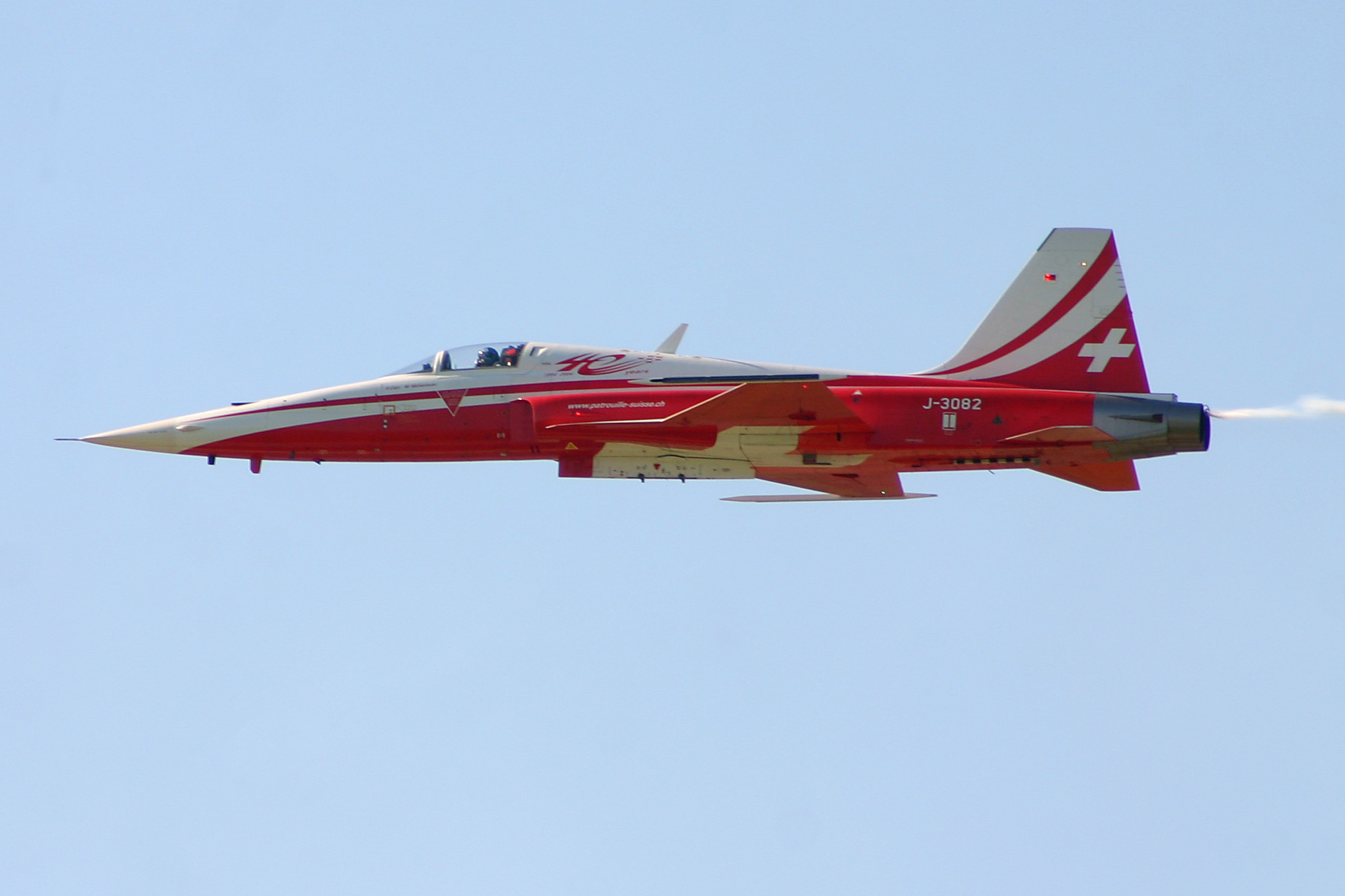
파예른 공군비행장에서 패트루유 스위스 F-5

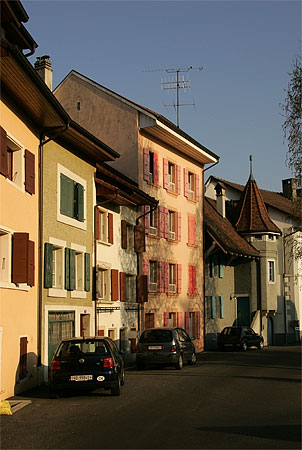
파예른의 주택

파예른의 인구(2020년 12월 기준)는 10,069명이다. 2008년 기준으로 인구의 32.0%가 거주하는 외국인이다. 지난 10년(1999-2009년) 동안 인구는 15.4%의 비율로 변화했다. 이주로 인해 14.6%의 비율로, 출생 및 사망으로 인해 1.7%의 비율로 변경되었다.
2000년 기준, 인구 대부분인 6,061명(83.1%)으로 프랑스어를 사용하며, 포르투갈어가 339명(4.6%)으로 두 번째로 많이 사용되고, 독일어가 251명(3.4%)으로 세 번째로 사용된다. 이탈리아어를 할 수 있는 사람이 219명 있고, 로만슈어를 할 수 있는 사람이 1명 있다.
지자체의 인구 중 2,418명(약 33.2%)가 파예른에서 태어나 2000년에 그곳에 살았다. 같은 주에서 태어난 1,210명(16.6%)가 있었고, 1,791명(24.6%)이 스위스 타지에서 태어났고, 1,771명(24.3%)은 스위스 밖 외국에서 태어났다.
2008년에는 스위스 시민이 47명, 비스위스계 시민이 48명이었고, 같은 기간에 스위스 시민이 57명, 비스위스계 시민이 10명 사망했다. 이민과 이민을 무시하면 스위스 시민의 인구는 10명 감소했고, 외국인 인구는 38 증가했다. 스위스로 재이민 온 스위스 남자 5명과 스위스 여자 4명이 있었다. 동시에 다른 나라에서 스위스로 이주한 79명의 비스위스계 남성과 84명의 비스위스계 여성이 있었다. 2008년 전체 스위스 인구 변화(시 경계를 넘는 이동을 포함한 모든 출처에서)는 28명이 증가했고 비스위스계 인구는 99명이 증가했다. 이는 1.6%의 인구 증가율을 나타낸다.
2009년 기준 파예른의 연령 분포는 다음과 같다. 889명(인구의 10.6%)이 0~9세이고 1,084명(13.0%)이 10~19세이다. 성인 인구 중 1,131명(인구의 13.5%)이 20~29세이다. 1,060명 또는 12.7%는 30세에서 39세 사이, 1,324명 또는 15.8%는 40세에서 49세 사이, 1,047명 또는 12.5%는 50세에서 59세 사이이다. 노인 인구 분포는 832명 또는 인구의 10.0%가 6세 사이이다. 69세는 70~79세가 572명(6.8%), 80~89세가 346명(4.1%), 90세 이상이 69명(0.8%)이다.
2000년 기준으로 시정촌에 미혼이거나 독신인 2,798명이다. 기혼자는 3,517명, 미망인은 583명, 이혼한 사람은 396명이었다.
2000년 기준으로 시정촌의 민간가구는 3,271세대로 가구당 평균 2.2명이다. 1인 가구는 1,221가구, 5인 이상 가구는 151가구였다. 이 질문에 응답한 총 3,301가구 중 37.0%가 1인 가구였으며, 부모와 동거하는 성인은 23명이었다. 나머지 가구 중 자녀가 없는 부부는 844쌍, 자녀가 있는 부부는 953쌍이다. 자녀가 있는 편부모는 195명이었다. 35가구는 혈연관계가 없는 사람들로, 30가구는 일종의 기관이나 집단주택으로 구성되어 있었다.
2000년에는 총 1,349세대의 주거용 건물 중 656세대(전체의 48.6%)가 단독주택으로 존재하였다. 다가구주택은 347채(25.7%), 주거용으로 주로 사용되는 다목적 동은 231채(17.1%), 기타 용도(상업·공업)는 115채(8.5%)였다. 단독주택 중 1919년 이전에 107채, 1990~2000년 사이에 85채가 건설됐다. 그 다음으로 많은 주택(65채)이 1919년에서 1945년 사이에 지어졌다. 1996년에서 2000년 사이에 9채의 다가구 주택이 건설되었다.
2000년에 시정촌에는 3,862개의 아파트가 있었다. 가장 일반적인 아파트 크기는 3개의 방으로 1,306개였다. 1인실 아파트는 268채, 5실 이상 아파트는 716채였다. 이 중 상가는 3,221채(전체의 83.4%), 비수기는 421채(10.9%), 공실은 220채(5.7%)였다. 2009년 기준 신규주택 건설률은 인구 1000명당 5세대이다. 2010년 시정촌 공실률은 0.12%였다.
역사적 인구는 다음 차트에 나와 있다.

### 인구
역사적 인구는 다음의 차트와 같다:

### 종교

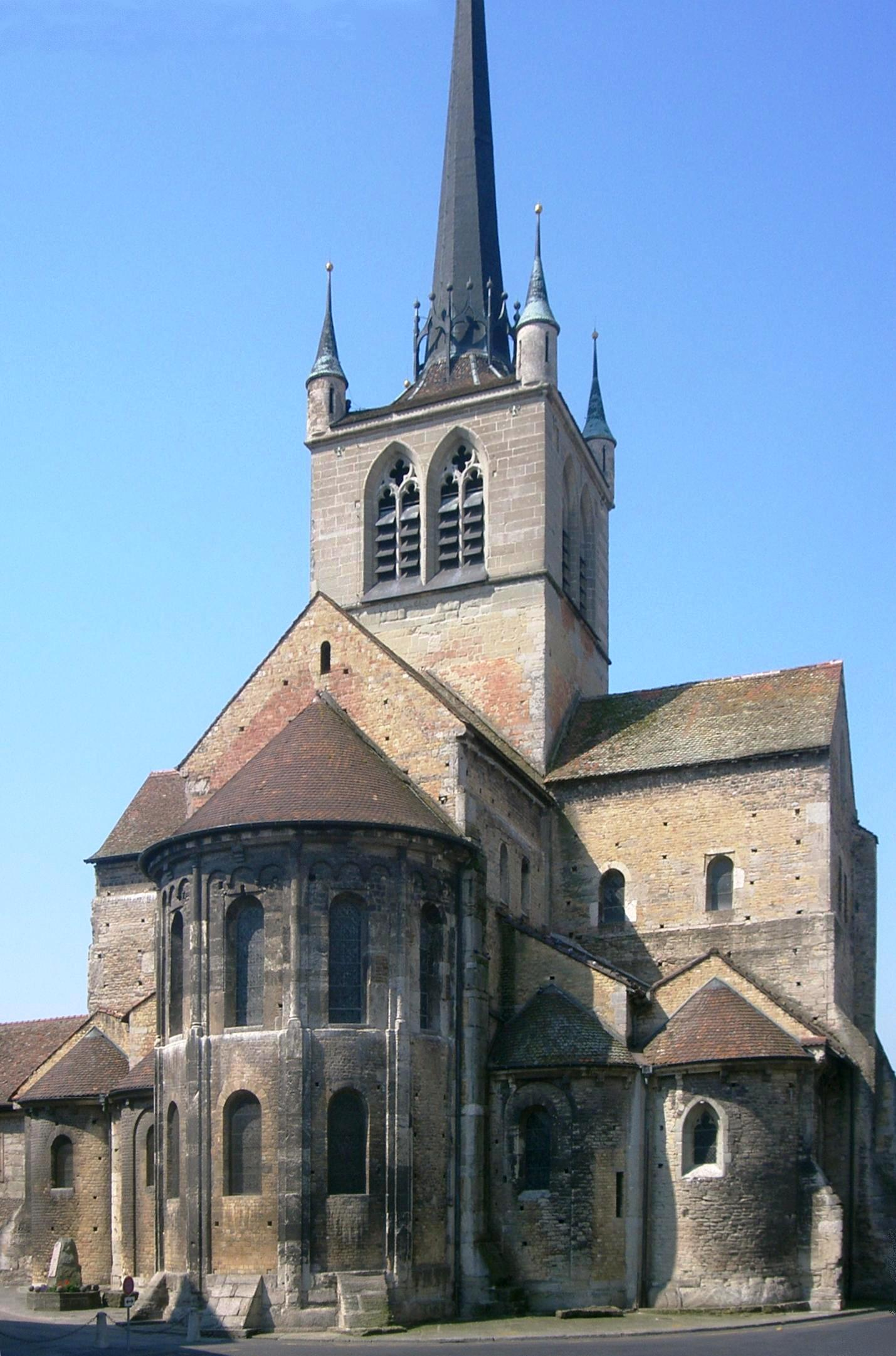
전 노틀담 수도원 교회

2000년 인구 조사에서 로마 가톨릭 신자는 3,379명(46.3%)이고, 스위스 개혁 교회는 2,666명(36.6%)이었다. 나머지 인구 중 정교회 교인은 81명(인구의 약 1.11%), 크리스찬 가톨릭 교회 교인은 6명(인구의 약 0.08%), 97명이었다. 다른 기독교 교회에 속한 개인(또는 인구의 약 1.33%). 유대교인은 4명(인구의 약 0.05%)이었고, 이슬람교인은 356명(인구의 약 4.88%)이었다. 불교도 12명, 힌두교 10명, 그리고 다른 교회에 속한 3인이 있었다. 533명(인구의 약 7.31%)이 교회에 속하지 않고, 불가지론자 또는 무신론자이며, 147명(인구의 약 2.02%)이 질문에 대답하지 않았다.

## 경제

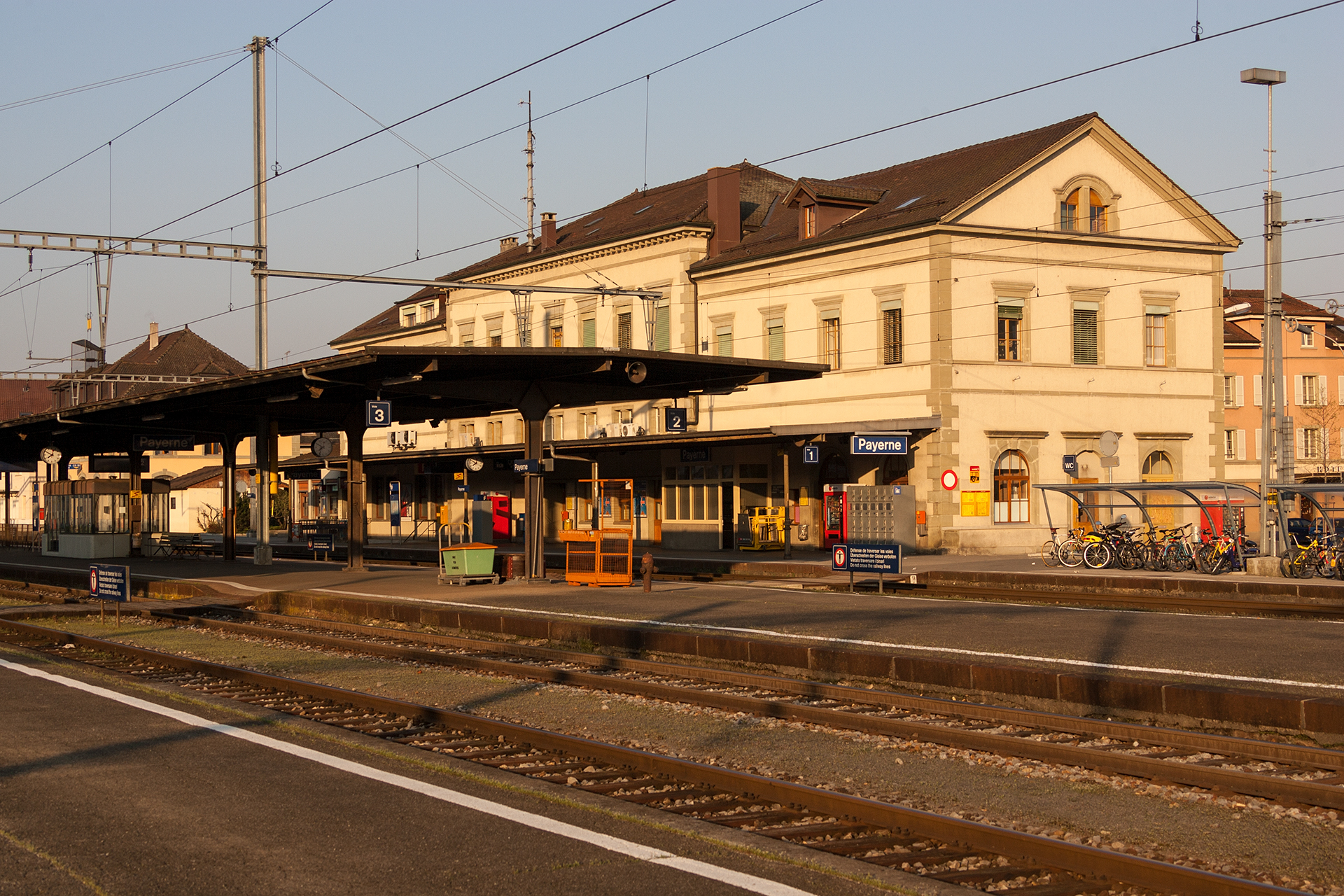
파예른역

2010년 기준으로 파예른의 실업률은 7.5%였다. 2008년 기준으로 1차 경제 부문에 113명이 고용되어 있으며, 이 부문에 약 39개 기업이 참여하고 있다. 728명이 2차 부문에 고용되었고, 이 부문에 86개의 기업이 있었다. 4,270명이 3차 부문에 고용되었으며, 이 부문에는 389개의 기업이 있다. 시정촌 주민은 3,500명 정도였으며, 이 중 여성이 전체 노동력의 42.5%를 차지했다.
2008년에 정규직에 상응하는 총 일자리 수는 4,284개였다. 1차 부문의 일자리 수는 80개였으며, 그중 79개는 농업에 있었고 어업이나 어업에 종사했다. 2차 부문의 일자리 수는 690개였으며, 그중 326개(47.2%)는 제조업, 1개는 광업, 309개(44.8%)는 건설에 종사했다. 3차 부문의 일자리는 3,514개였다. 3차 부문에서; 841개(23.9%)은 도소매 또는 자동차 수리업, 135개(3.8%) 상품 이동 및 보관, 155개(4.4%) 호텔 또는 레스토랑, 12개(0.3%) 정보 산업), 130개(3.7%)가 보험 또는 금융 산업, 164 또는 4.7%가 기술 전문가 또는 과학자, 253개(7.2%)가 교육, 672개(19.1%)가 의료 분야였다.
2000년 기준 자치단체로 통근하는 근로자는 2,512명, 출퇴근자는 1,573명이었다. 지자체는 근로자의 순수입 지자체이며, 1명이 전출될 때마다 약 1.6명의 근로자가 지자체로 전입된다. 근로 인구 중 9.3%가 출퇴근용 대중교통을, 61.6%가 자가용을 이용하였다.

## 교육
파예른에서는 인구의 약 2,517명(34.5%)이 비필수 고등교육을 이수했으며, 578명(7.9%)이 추가 고등교육(대학 또는 응용학문대학)을 마쳤다. 고등교육을 이수한 578명 중 61.9%가 스위스 남성, 23.0%가 스위스 여성, 7.6%가 비스위스계 남성, 7.4%가 비스위스계 여성이었다.
2009/2010 학년도에 파예른 학군에는 총 1,102명의 학생이 있었다. 보(Vaud) 주립학교 시스템에서는 정치 구역에서 2년간의 의무가 아닌 유아원을 제공한다. 학년도 동안 정치 지역은 총 155명의 어린이에게 유치원 보육을 제공했으며, 그중 83명의 어린이(53.5%)가 보조금을 받는 유치원 보육을 받았다. 주의 초등학교 프로그램은 학생들이 4년 동안 출석해야 한다. 시립 초등학교 프로그램에는 585명의 학생이 있었다. 의무 중학교 프로그램은 6년 동안 지속되며 해당 학교의 학생은 500명이었다. 홈스쿨링을 하거나 다른 학교에 다니는 학생도 17명이었다.
파예른에는 1개의 박물관인 군사 항공 박물관이 있다. 2009년에는 8,000명의 방문객이 방문했다. (이전 연도의 평균은 11,008명)
2000년 기준으로 파예른에는 다른 지자체에서 온 332명의 학생이 있었고, 165명의 주민들은 지자체 외부의 학교에 다녔다.

## 교통
지자체에는 팔레지유-리스선과 프리부르-이베르동선의 파예른역이 있다. 이 역에서 로잔, 케르체르스, 프리부르 및 이베르동레뱅에 정기 서비스를 제공한다.